# Palma Arena

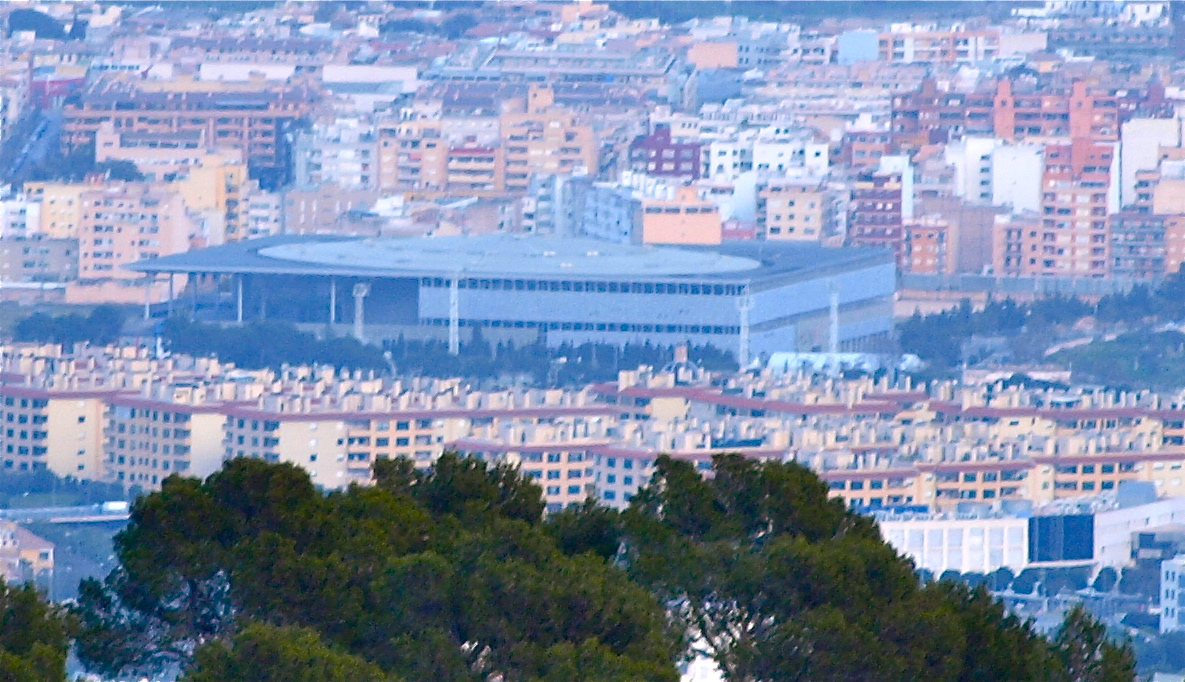
De Palma Arena

De Palma Arena (ook bekend als Velódromo de Palma - Velòdrom de Palma) is een wielerbaan in de Spaanse stad Palma op het Baleaarse eiland Mallorca, gebouwd voor het WK baanwielrennen van 2007. Ook werd het dat jaar gebruikt voor het EK basketbal voor mannen.
De baan is ontworpen door de Nederlandse architect Sander Douma en de gebouwen door de lokale architecten Jaime y Luis Garcia-Ruiz. Het stadion wordt tegenwoordig voornamelijk gebruikt voor concerten en sportevenementen van verschillende aard. De Palma Arena beslaat een oppervlak van 90.000 m2 en biedt plaats aan 4.500 toeschouwers. In de constructie is veel glas gebruikt waardoor er veel natuurlijk licht naar binnen valt.
Rond de bouw van het stadion heeft zich de zaak-Palma Arena afgespeeld, een corruptieschandaal waarvoor Jaume Matas, expresident van de Balearen veroordeeld is, en waarvan aangenomen wordt dat ook Iñaki Urdangarin, schoonzoon van koning Juan Carlos, erbij betrokken is.